# Gato (videogioco)
Gato, presentato come GATO, è un videogioco simulatore di sottomarini pubblicato nel 1984 dalla Spectrum HoloByte per MS-DOS e Mac OS, e convertito nel 1985-1987 per gli home computer Apple II, Commodore 64, Atari 8-bit e Atari ST. 
Il giocatore è al comando di un sottomarino statunitense di classe Gato durante la Guerra del Pacifico, ma non sono rappresentati specifici luoghi o eventi reali.

## Modalità di gioco
Il comando strategico comunica via radio la missione da svolgere di volta in volta, scelta casualmente, ma il giocatore può sempre richiederne una nuova. Ci sono vari obiettivi possibili, come dare la caccia a convogli nemici o effettuare salvataggi. La difficoltà generale è impostabile; ai livelli più alti gli ordini vengono dati solo in codice Morse.
Il sottomarino è armato di siluri non orientabili, e in alcune versioni può anche piazzare delle mine. Bisogna tenere sotto controllo tra l'altro il livello di carburante per il motore diesel, delle batterie per il motore elettrico e dell'ossigeno.
Nell'area navigabile è sempre presente una nave appoggio alleata a cui ci si può recare per riparazioni e rifornimenti.
Gli avversari sono navi di vario tipo, alcune armate con bombe di profondità e più o meno capaci di individuare il Gato in base alla sua profondità e velocità.
La schermata principale offre la visuale dal ponte o dal periscopio, orientabile in quattro direzioni, con in basso gli indicatori a lancetta di profondità, velocità e direzione e altri strumenti di bordo.
Ci sono altre schermate apposite per il radar, la mappa strategica, il rapporto dei danni, e il registro del capitano con i compiti svolti. La mappa mostra tutta la zona di mare in cui si svolge il gioco, comprensiva di alcune isole, e a seconda della difficoltà indica la posizione solo del Gato o anche degli altri mezzi navali presenti.
Si differenziano dalle altre soprattutto le versioni:
- Commodore 64, che non ha le trasmissioni in codice Morse ma in compenso ha la sintesi vocale degli ordini, e mostra la visuale principale in una piccola finestra tonda con la strumentazione ai lati
- Mac OS e Atari ST, le uniche controllabili con il mouse e i menù a tendina, e che presentano finestre con piccole versioni di radar, mappa e rapporto danni incluse direttamente nella schermata principale